# Aulie-Atà
Aulie-Atà és un pas de les muntanyes del Kazakhstan a la província de Jàmbil, a la frontera amb Kirguizstan. En aquestes muntanyes hi ha el famós pas del riu Talas on modernament hi ha la ciutat de Taraz, abans Aulie-Atà (però més antigament Taraz, si bé no ocupava el mateix lloc que la moderna).
El pas permetia antigament la comunicació entre l'Iran i el Turquestan. Es dividia en dues rutes, una cap a l'oest que portava a la zona de la mar d'Aral, i una cap a l'est que porta cap a Chimkent. Avlie Ata (Sant Patró) és el nom que li donaven els quirguisos i contenia la tomba de Kara Khan descendent de Shaykh Ahmad Yasavi. A uns 15 km, a la vora del riu, a les arenes de Muyun Kum, hi ha les ruïnes d'una antiga ciutat anomenada pels natius com Tiume Qent i conegudes con Tash Kurgan o Akjyr Tash (Akhyr Tepe); les ruïnes estan a uns 40 km de Taraz. El viatger xinès Chang Chung les va visitar i descriure el 1221.